# Antonio Mosto
Antonio Mosto (Genova, 12 luglio 1824 – Genova, 30 marzo 1880) è stato un militare italiano.

## Biografia
Antonio Mosto nacque a Genova nel 1834 e con il fratello Carlo (1837-1860) abbracciò giovanissimo le idee mazziniane e repubblicane. Combatté nel corso della seconda guerra di indipendenza e nel 1860 seguì Giuseppe Garibaldi nella spedizione dei Mille in Sicilia al comando dei Carabinieri genovesi con il grado di capitano. Si distinse nel corso della battaglia di Milazzo e, promosso maggiore, nella battaglia del Volturno. Nel 1862 fu consigliere comunale a Genova.

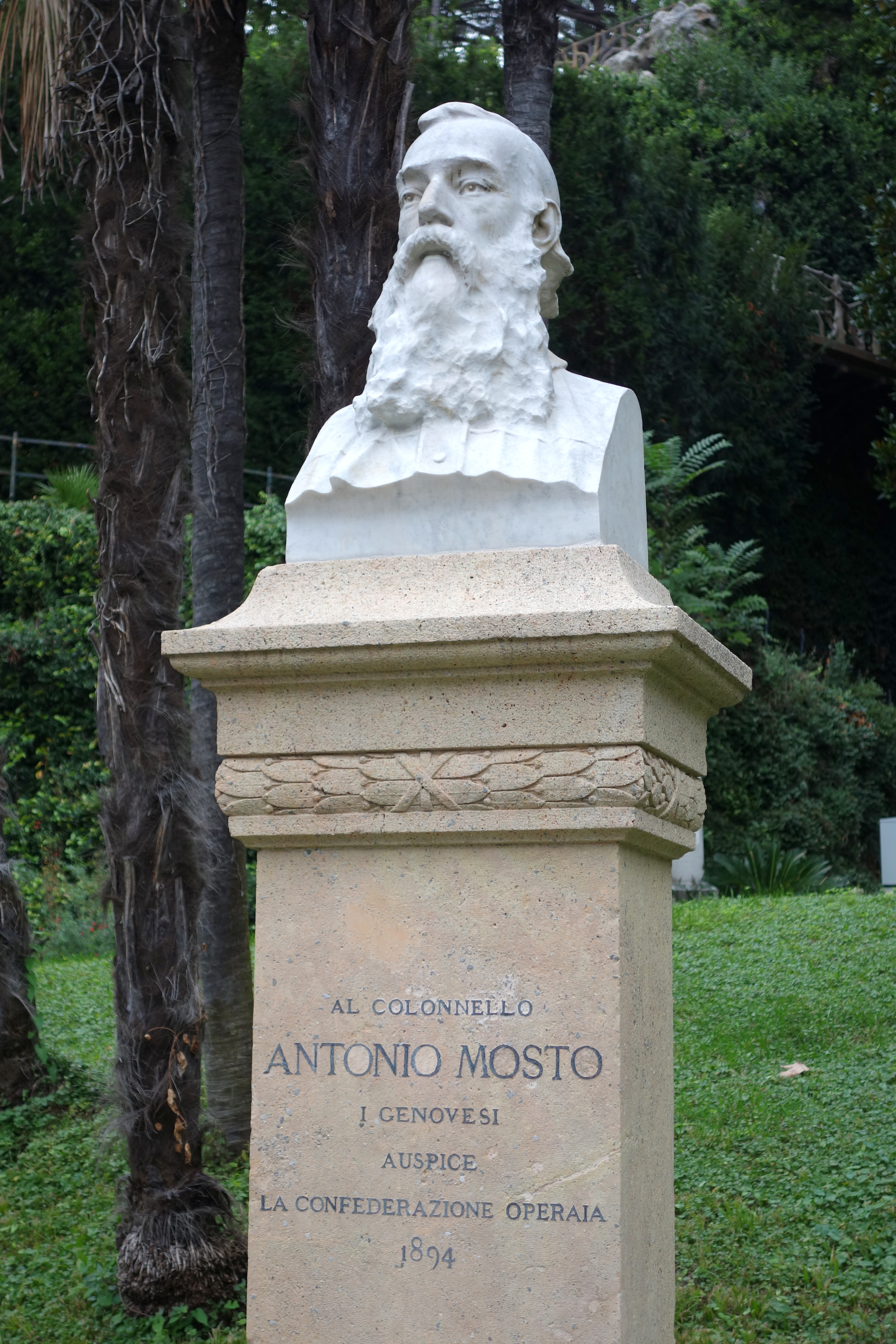
Busto commemorativo di Antonio Mosto a Villetta Di Negro (Genova) inaugurato nel 1894

Nel 1866 con lo scoppio della terza guerra di indipendenza si arruolò nel Corpo Volontari Italiani di Garibaldi combattendo in Trentino al comando del 1º Battaglione bersaglieri genovesi, distinguendosi nella battaglia di Monte Suello ove fu decorato della Croce di cavaliere dell'Ordine militare di Savoia e nella battaglia di Bezzecca.
Nel 1867 prese parte alla campagna dell'Agro Romano per la presa di Roma e fu ferito gravemente nella battaglia di Monterotondo. Fu quindi direttore della Banca popolare di Genova.
Fu membro della Massoneria.
Morì a Genova nel 1880.